# Lijst van militaire rangen van de Amerikaanse strijdkrachten
De onderstaande tabel bevat een volledige lijst van militaire rangen van de Amerikaanse strijdkrachten.

## Officers (Officieren)
| United States Armed Forces | United States Armed Forces | United States Armed Forces | United States Armed Forces | United States Armed Forces | United States Armed Forces | United States Armed Forces |
| Loonschaal                 | NATO code                  | United States Army         | United States Navy         | United States Marine Corps | United States Air Force    | United States Coast Guard  |
| -------------------------- | -------------------------- | -------------------------- | -------------------------- | -------------------------- | -------------------------- | -------------------------- |
| Officers (Officieren)      |                            |                            |                            |                            |                            |                            |
| Special                    | OF-10                      |                            |                            |                            |                            |                            |
| Special                    | OF-10                      | General of the Army        | Fleet Admiral              |                            | General of the Air Force   |                            |
| O-10                       | OF-9                       |                            |                            |                            |                            |                            |
| O-10                       | OF-9                       | General                    | Admiral                    | General                    | General                    | Admiral                    |
| O-9                        | OF-8                       |                            |                            |                            |                            |                            |
| O-9                        | OF-8                       | Lieutenant General         | Vice Admiral               | Lieutenant General         | Lieutenant General         | Vice Admiral               |
| O-8                        | OF-7                       |                            |                            |                            |                            |                            |
| O-8                        | OF-7                       | Major General              | Rear Admiral (Upper Half)  | Major General              | Major General              | Rear Admiral (Upper Half)  |
| O-7                        | OF-6                       |                            |                            |                            |                            |                            |
| O-7                        | OF-6                       | Brigadier General          | Rear Admiral (Lower Half)  | Brigadier General          | Brigadier General          | Rear Admiral (Lower Half)  |
| O-6                        | OF-5                       |                            |                            |                            |                            |                            |
| O-6                        | OF-5                       | Colonel                    | Captain                    | Colonel                    | Colonel                    | Captain                    |
| O-5                        | OF-4                       |                            |                            |                            |                            |                            |
| O-5                        | OF-4                       | Lieutenant Colonel         | Commander                  | Lieutenant Colonel         | Lieutenant Colonel         | Commander                  |
| O-4                        | OF-3                       |                            |                            |                            |                            |                            |
| O-4                        | OF-3                       | Major                      | Lieutenant Commander       | Major                      | Major                      | Lieutenant Commander       |
| O-3                        | OF-2                       |                            |                            |                            |                            |                            |
| O-3                        | OF-2                       | Captain                    | Lieutenant                 | Captain                    | Captain                    | Lieutenant                 |
| O-2                        | OF-1                       |                            |                            |                            |                            |                            |
| O-2                        | OF-1                       | First Lieutenant           | Lieutenant, junior grade   | First Lieutenant           | First Lieutenant           | Lieutenant, junior grade   |
| O-1                        | OF-1                       |                            |                            |                            |                            |                            |
| Second Lieutenant          | OF-1                       | Ensign                     | Second Lieutenant          | Second Lieutenant          | Ensign                     |                            |

## Warrant Officers (Warrant-officieren)
| United States Armed Forces                                                                             | United States Armed Forces | United States Armed Forces | United States Armed Forces | United States Armed Forces | United States Armed Forces | United States Armed Forces |
| Loonschaal                                                                                             | NATO code                  | United States Army         | United States Navy         | United States Marine Corps | United States Air Force    | United States Coast Guard  |
| --- | -------------------------- | -------------------------- | -------------------------- | -------------------------- | -------------------------- | -------------------------- |
| Warrant Officer (officieren aangesteld door een minister en niet de President van de Verenigde Staten) |                            |                            |                            |                            |                            |                            |
| W-5 | WO-5                       |                            |                            |                            |                            |                            |
| W-5 | WO-5                       | Chief Warrant Officer 5    | Chief Warrant Officer 5    | Chief Warrant Officer 5    |                            |                            |
| W-4 | WO-4                       |                            |                            |                            |                            |                            |
| W-4 | WO-4                       | Chief Warrant Officer 4    | Chief Warrant Officer 4    | Chief Warrant Officer 4    |                            | Chief Warrant Officer 4    |
| W-3 | WO-3                       |                            |                            |                            |                            |                            |
| W-3 | WO-3                       | Chief Warrant Officer 3    | Chief Warrant Officer 3    | Chief Warrant Officer 3    |                            | Chief Warrant Officer 3    |
| W-2 | WO-2                       |                            |                            |                            |                            |                            |
| W-2 | WO-2                       | Chief Warrant Officer 2    | Chief Warrant Officer 2    | Chief Warrant Officer 2    |                            | Chief Warrant Officer 2    |
| W-1 | WO-1                       |                            |                            |                            |                            |                            |
| W-1 | WO-1                       | Warrant Officer 1          | Warrant Officer 1          | Warrant Officer 1          |                            |                            |

## Enlisted (Soldaten)
| United States Armed Forces | United States Armed Forces             | United States Armed Forces         | United States Armed Forces             | United States Armed Forces                    | United States Armed Forces |
| Loonschaal                 | United States Army                     | United States Navy                 | United States Marine Corps             | United States Air Force                       | United States Coast Guard  |
| -------------------------- | -------------------------------------- | ---------------------------------- | -------------------------------------- | --------------------------------------------- | -------------------------- |
| E-9 (speciaal)             |                                        |                                    |                                        |                                               |                            |
| Sergeant Major of the Army | Master Chief Petty Officer of the Navy | Sergeant Major of the Marine Corps | Chief Master Sergeant of the Air Force | Master Chief Petty Officer of the Coast Guard |                            |
| E-9                        |                                        |                                    |                                        |                                               |                            |
|                            | Fleet/Force Master Chief Petty Officer |                                    |                                        | Area Master Chief Petty Officer               |                            |
|                            |                                        |                                    |                                        |                                               |                            |
| Command Sergeant Major     | Command Master Chief Petty Officer     | Sergeant Major                     | Command Chief Master Sergeant          | Command Master Chief Petty Officer            |                            |
|                            |                                        |                                    |                                        |                                               |                            |
| Sergeant Major             | Master Chief Petty Officer             | Master Gunnery Sergeant            | Chief Master Sergeant                  | Master Chief Petty Officer                    |                            |
| E-8                        |                                        |                                    |                                        |                                               |                            |
| First Sergeant             | Command Senior Chief Petty Officer     | First Sergeant                     |                                        |                                               |                            |
|                            |                                        |                                    |                                        |                                               |                            |
| Master Sergeant            | Senior Chief Petty Officer             | Master Sergeant                    | Senior Master Sergeant                 | Senior Chief Petty Officer                    |                            |
| E-7                        |                                        |                                    |                                        |                                               |                            |
| Sergeant First Class       | Chief Petty Officer                    | Gunnery Sergeant                   | Master Sergeant                        | Chief Petty Officer                           |                            |
| E-6                        |                                        |                                    |                                        |                                               |                            |
| Staff Sergeant             | Petty Officer First Class              | Staff Sergeant                     | Technical Sergeant                     | Petty Officer First Class                     |                            |
| E-5                        |                                        |                                    |                                        |                                               |                            |
| Sergeant                   | Petty Officer Second Class             | Sergeant                           | Staff Sergeant                         | Petty Officer Second Class                    |                            |
| E-4                        |                                        |                                    |                                        |                                               |                            |
| Corporal                   | Petty Officer Third Class              | Corporal                           |                                        | Petty Officer Third Class                     |                            |
|                            |                                        |                                    |                                        |                                               |                            |
| Specialist                 |                                        |                                    | Senior Airman                          |                                               |                            |
| E-3                        |                                        |                                    |                                        |                                               |                            |
| Private First Class        | Seaman                                 | Lance Corporal                     | Airman First Class                     | Seaman                                        |                            |
| E-2                        |                                        |                                    |                                        |                                               |                            |
| Private (PV2)              | Seaman Apprentice                      | Private First Class                | Airman                                 | Seaman Apprentice                             |                            |
| E-1                        |                                        |                                    |                                        |                                               |                            |
| Private (PV1)              | Seaman Recruit                         | Private                            | Airman Basic                           | Seaman Recruit                                |                            |